# Zelenograd
Zelenograd (în rusă Зеленоград) este un oraș din regiunea Moscova (Rusia).